# 松原 (草加市)
松原（まつばら）は、埼玉県草加市の町名。現行行政地名は松原一丁目から五丁目。郵便番号は340-0041。

## 地理
草加市中央部の沖積平野に位置する。コンフォール松原が全域に立地する。

## 沿革
- 1970年（昭和45年）4月1日 - 第2次住居表示の実施に伴ない[4]、栄町、花栗町、北谷町の各一部から松原一丁目から五丁目が成立[5]。
- 2017年（平成29年）4月1日 - 地内の松原団地駅が現在の獨協大学前駅に改称される。
- 2020年（令和2年） - 当年度までに地内の草加松原団地が解体撤去される。

## 世帯数と人口
2017年（平成29年）10月1日現在の世帯数と人口は以下の通りである。
| 丁目               | 世帯数    | 人口    |
| ------------------ | --------- | ------- |
| 松原一丁目         | 2,223世帯 | 3,845人 |
| 松原二丁目         | 1,202世帯 | 2,455人 |
| 松原三丁目・四丁目 | 756世帯   | 1,238人 |
| 松原五丁目         | 834世帯   | 1,872人 |
| 計                 | 5,015世帯 | 9,410人 |

## 小・中学校の学区
市立小・中学校に通う場合、学区は以下の通りとなる。
| 丁目       | 番地     | 小学校               | 中学校             |
| ---------- | -------- | -------------------- | ------------------ |
| 松原一丁目 | 7番、8番 | 草加市立花栗南小学校 | 草加市立花栗中学校 |
| 松原一丁目 | その他   | 草加市立栄小学校     | 草加市立栄中学校   |
| 松原二丁目 | 3番      | 草加市立栄小学校     | 草加市立栄中学校   |
| 松原二丁目 | その他   | 草加市立松原小学校   | 草加市立栄中学校   |
| 松原三丁目 | 全域     | 草加市立松原小学校   | 草加市立栄中学校   |
| 松原四丁目 | 全域     | 草加市立松原小学校   | 草加市立栄中学校   |
| 松原五丁目 | 全域     | 草加市立栄小学校     | 草加市立栄中学校   |

## 交通

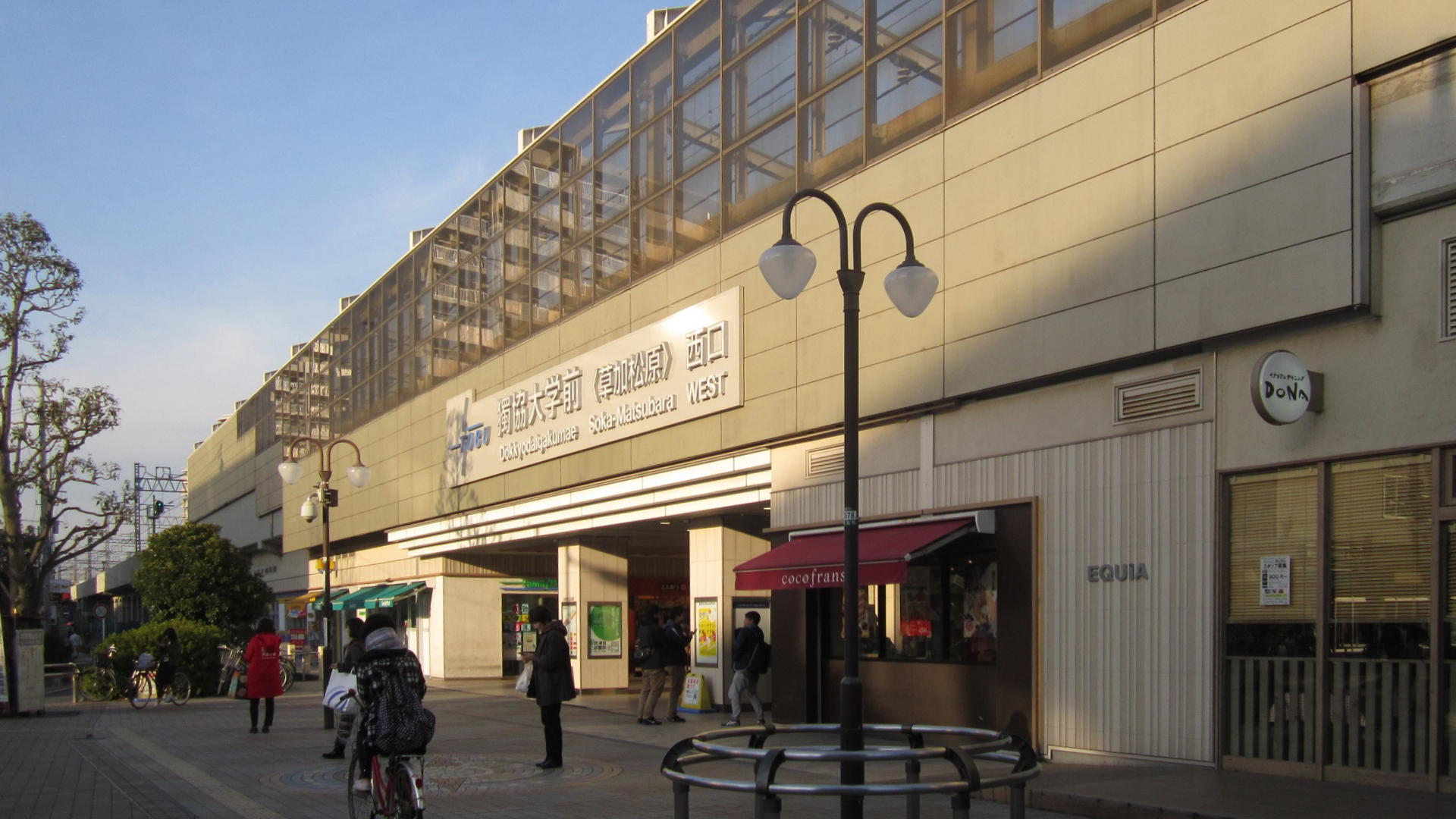
獨協大学前駅西口（2017年12月）

### 鉄道
- 東武伊勢崎線（東武スカイツリーライン）獨協大学前駅

### 道路
- 国道4号
- 獨協大学通り

## 施設
- コンフォール松原（旧草加松原団地の区域のひとつ）
- UR都市機構 コンフォール松原団地
- 草加市立栄小学校
- 草加市立松原小学校
- 草加市立栄中学校
- 草加市立中央図書館
- 埼玉県立草加かがやき特別支援学校
- 松原団地西口公園
- 松原団地記念公園
- 草加市子育て支援センター
- 埼友会 埼友草加病院

### かつて存在した施設
- 草加松原団地 - 2020年度（令和2年度）撤去完了。コンフォール松原や民間商業施設などに建て替えられている。